# Paralloïdre
Le paralloïdre est une langue poétique dérivée du français inventée par l'écrivain André Martel. Il écrit le premier poème en paralloïdre en 1949, puis l'utilise ensuite dans tous ses écrits, dont 7 recueils poétiques, dans ses poèmes parus en revues, mais également en privé, dans sa correspondance.

## Origine
André Martel décrit la composition du terme paralloïdre de la façon suivante : 
« Le mot "paralloïdre" est formé par trois éléments. Un radical, « Parall », qui vient de parallèle naturellement. Une terminaison, « oïde », c'est-à-dire forme. Et une lettre d'ajout, « r », qui s'incorpore dans la dernière syllabe oïde pour la transformer en « oïdre ». Littéralement, paralloïdre désigne donc un langage qui est à côté, en marge du langage officiel. »
Le premier texte composé dans ce langage était une courte poésie intitulée « Le poéteupote », rédigée en 1949 ; ce texte introduit Le paralloïdre des Çorfes, premier livre de Martel en paralloïdre. Cette invention marque un véritable tournant dans la carrière littéraire d'André Martel. Incompris par l'Académie du Var où il exerçait en tant que poète classique depuis plus de vingt ans, il quitte Toulon et monte à Paris, où il devient le secrétaire de Jean Dubuffet qui illustrera certain de ses textes. Ce dernier l'introduira au du Collège de 'Pataphysique où il deviendra Régent de la chaire de Pataphysique Matrimoniale & Verbiculture.

## Exemple de poème paralloïdre
L'exemple ci-dessous présente un extrait de la réécriture en paralloïdre de la fable Le Coche et la Mouche de Jean de La Fontaine :
| Le Moscacoche par André Martel | Le Coche et la Mouche par Jean de La Fontaine |
| --- | --- |
| Hahun ! Heuhin ! Hohan ! Hahoheu ! Hahèhé ! Héheuhou ! Héhohé ! Hohoheil ! Héhohé ! Siforts chivaux stiraient un corche. Famémoine, vieulards, totétè discendu : L’actelage chuait, choufflait, étè sfondu. Une mosca sorvient é des chuveaux s’arproche, Protend les arnimer par son bordonnoment, Piculun, piculôtre, é pinse àtomoment Quellefaituler la môchine. S’assir à mitimon, sul gronaz du corchier. | Dans un chemin montant, sablonneux, malaisé, Et de tous les côtés au Soleil exposé, Six forts chevaux tiraient un Coche. Femmes, Moine, vieillards, tout était descendu. L’attelage suait, soufflait, était rendu. Une Mouche survient, et des chevaux s’approche ; Prétend les animer par son bourdonnement ; Pique l’un, pique l’autre, et pense à tout moment Qu’elle fait aller la machine, S’assied sur le timon, sur le nez du Cocher ; |

## Mode de formation des mots
Dans sa « clé du paralloïdre » préfaçant le Mirivis des Naturgies, André Martel explique que le matériau de cette langue est constitué par tous les sons de la parole articulée. Les éléments en sont les racines, les préfixes et les suffixes de la langue française. L'auteur a libéré tous les phonèmes, diphtongues et syllabes figés en raison de l'orthographe dans une morphologie immuable.
Stéphane Mahieu rapporte qu'André Martel a révélé[Où ?] quelques-uns des procédés qu'il a utilisés pour former ce nouveau lexique :
- Le bloconyme : assemblage de plusieurs mots ou interjections en un seul ; par exemple, Ohahoh. Il peut aussi être à permutation comme dans Ardifeu pour feu hardi.
- L'autosoude : prendre dans les mots à réunir des éléments de chacun d'entre eux ; par exemple, Incantate ou Aziel.
- La nigautisation qui donne au discours un ton naïf ; par exemple viénez pour venez.

Le paralloïdre possède aussi un fort caractère euphonique.
En dépit de son caractère loufoque ou enfantin, le paralloïdre reste relativement lisible pour un locuteur francophone. Ce nouveau mode d'expression littéraire n'est pas sans rappeler d'autres langages du même type. 

On pense, pour les francophones, au jargon de Jean Dubuffet dans ler dla canpane, la botte à nique, au langage de Camille Bryen dans Hépérile éclaté, à celui de Bernard Réquichot, au discours absolu d'Altagor ou encore au langage enfançon du poète baroque Papillon de Lasphrise. 

Pour les auteurs anglophones, le paralloïdre rappelle le langage qu'utilise James Joyce dans Finnegans Wake, ou encore Lewis Carroll dans son Jabberwocky.